# رولاند في. لي
رولاند في. لي (بالإنجليزية: Rowland V. Lee) (و. 1891 – 1975 م) هو مخرج أفلام، وممثل، ومخرج، وكاتب سيناريو، ومنتج بضائع، ومنتج أفلام أمريكي، ولد في فندلي، أوهايو، بدأ مشواره المهني سنة 1917، توفي في بالم ديسيرت، ريفيرسيدي، كاليفورنيا، عن عمر يناهز 84 عاماً، بسبب مرض.

## وصلات خارجية
- رولاند في. لي على موقع IMDb (الإنجليزية)
- رولاند في. لي على موقع الموسوعة البريطانية (الإنجليزية)
- رولاند في. لي على موقع ألو سيني (الفرنسية)
- رولاند في. لي على موقع أول موفي (الإنجليزية)
- رولاند في. لي على موقع قاعدة بيانات الأفلام السويدية (السويدية)
- رولاند في. لي على موقع إن إن دي بي (الإنجليزية)
- رولاند في. لي على موقع قاعدة بيانات الفيلم (الإنجليزية)
- رولاند في. لي على موقع كينوبويسك (الروسية)